# Noah Lolesio

a Compétitions nationales et continentales officielles uniquement.

b Matchs officiels uniquement.
Dernière mise à jour le 15 novembre 2023.
Noah Lolesio, est né le 18 décembre 1999 à Auckland (Nouvelle-Zélande). C'est un joueur de rugby à XV international australien évoluant principalement au poste de demi d'ouverture. Il joue avec la franchise des Brumbies en Super Rugby depuis 2020.

## Carrière

### En club
Noah Lolesio commence le rugby à XV à l'âge de dix ans, après avoir pratiqué le football et le XIII. Il poursuit ensuite sa formation rugbystique avec le lycée de Southport School dans la ville de Gold Coast où il a grandi.
En 2018, après le lycée, il décide de déménager à Canberra afin de commencer sa carrière professionnelle Il joue dans un premier temps avec le club amateur de Tuggeranong en ACTRU Premier Division, avant d'être retenu dans l'effectif de l'équipe des Canberra Vikings pour disputer le NRC. Il signe aussi un contrat d'une saison avec la franchise des Brumbies en Super Rugby pour la saison 2019, mais ne dispute aucune rencontre. Malgré cela, il voit son contrat prolongé. La saison suivante, il profite du départ de Christian Lealiifano pour faire ses débuts le 15 mars 2020 contre les Waratahs. Il est titulaire lors de la finale du Super Rugby Australia, que son équipe remporte,.
L'année suivante, il dispute une nouvelle saison pleine avec les Brumbies, parvenant jusqu'en finale du Super Rugby AU où, à l'issue d'une finale identique à l'année précédente, son équipe s'incline et termine deuxième de la compétition.
En mai 2022, il prolonge son contrat jusqu'en 2024.
En 2023, il est prêté au RC Toulon en Top 14, qu'il rejoint pour un contrat de joker Coupe du monde.

### En équipe nationale
Noah Lolesio est retenu avec l'équipe d'Australie des moins de 20 ans pour disputer le championnat du monde junior en 2019. Lors de la compétition, son équipe échoue en finale contre la France. Personnellement, il évolue au poste de premier centre en raison de la concurrence de Ben Donaldson en 10, et inscrit deux essais en cinq matchs.
Il est sélectionné pour la première fois avec les Wallabies en septembre 2020 par le sélectionneur Dave Rennie pour préparer le Tri-nations 2020. Il obtient sa première cape internationale le 31 octobre 2020 à l’occasion d’un match contre l'équipe de Nouvelle-Zélande à Sydney.

## Palmarès

### En club
- Vainqueur du Super Rugby AU en 2020 avec les Brumbies.
- Finaliste du Super Rugby AU en 2021 avec les Brumbies.
- Finaliste du NRC en 2019 avec Canberra Vikings.

## Statistiques
Au 12 janvier 2025, Noah Lolesio compte 29 capes en équipe d'Australie, dont 24 en tant que titulaire, depuis le 31 octobre 2020 contre l'équipe de Nouvelle-Zélande à Sydney,. Il a inscrit 225 points (2 essais, 43 pénalités et 43 transformations),.
Il participe à trois éditions du Rugby Championship, en 2020, 2021 et 2022. Il dispute six rencontres dans cette compétition,.